# ダレルズ・ボンツィラ
ダレルズ・ボンツィラ（ Salanoia durrelli ）は、食肉目マダガスカルマングース科に分類されるマダガスカル固有の肉食哺乳類。本種とサラノマングース Salanoia concolor とでサラノマングース属 Salanoia を形成する。両種は遺伝的には近縁であるが、形態が明らかに違うため別種に分類された。2004年に最初の個体が目撃され、2010年になって新種として発表された。2010年10月までに4匹確認されているが、その場所はいずれもマダガスカル島最大の湖であるアラオトラ湖周辺であった。
赤茶色の体毛をもつ小型の肉食哺乳類で、近縁種サラノマングースとは、脚の幅が広く肉球が張り出していること、腹部の体毛が赤淡黄色であること、幅広で頑丈な歯をもつことといった違いがある。捕獲され体重を計測されたのは2匹だけで、それぞれの体重は600 gと675 gであった。湿地に生息し、おそらくは甲殻類と軟体動物を捕食する。生息地であるアラオトラ湖の生態系は危機にさらされており、外来種との競争で絶滅の危機に瀕している可能性がある。
なお、ボンツィラ "vontsira" とは、マングースに似たマダガスカル固有の肉食動物（サラノマングース属、ワオマングース属、ヒロスジマングース属など）を指すマダガスカル語の言葉である。

## 分類
2004年、ダレル野生動物保護基金（DWCT）がマダガスカル島最大の湿地帯であるアラオトラ湖地区でジェントルキツネザル Hapalemur の調査をしていたところ、湖を泳ぐ小さな動物を目撃した。DWCTはこの動物を捕獲し、写真を撮ってから放したが、撮影した写真を分析したところマダガスカルに生息するネコ目マダガスカルマングース科のどの種にあたるか特定できなかった。このためDWCTは2005年にさらに2匹を捕獲、そのうち1匹を殺し形態を比較するなどして詳しく調査した。2010年、保護活動家ジョアンナ・ダービンと、気候変動対策におけるコミュニティ及び生物多様性への配慮に関する企業・NGO連合（CCBA）、自然遺産、ロンドン自然史博物館、コンサベーション・インターナショナルおよびダレル野生動物保護基金からなる調査チームによる報告書によって、学名を Salanoia durrelli と名付けられた。種小名の durrelli は、保護活動家でダレル野生動物保護基金の創設者であるジェラルド・ダレル (Gerald Durrell) に因んでつけられた。なお以前から地元の村人たちの証言によってアラオトラ湖に小型の肉食獣がいることが分かっており、サラノマングース Salanoia concolor の近縁種ではないかと推測されてきた。
サラノマングース属（ Salanoia ）に分類されているが、この属はこれまでマダガスカル東部に生息するサラノマングース1種のみで構成されてきた。2種は形態上大きな差異が認められるがミトコンドリアDNAの構造は大変よく似ている。よって発見者は、アラオトラ湖の個体を、その重大な形態学上の違いの観点から別の種とすることを選んだ。この形態の独自性は、アラオトラ湖の湿地帯に適応した結果であり、これと似た例として同じくアラオトラ湖周辺に生息するキツネザルの仲間アラオトラジェントルキツネザル Hapalemur alaotrensis が、より広範に生息するハイイロジェントルキツネザル Hapalemur griseus と遺伝子的によく似ているが独自の種として認定されたケースがある。

## 形態
小型で細身のマングースのようなサラノマングースに近い外観をもつ。体毛は赤茶色で、サラノマングースよりは色が薄い。頭部から後頭部（うなじの部分）にかけて小さな斑点がある。下部腹部は赤味を帯びた淡い黄色だがサラノマングースのような茶色がかった色ではない。尻尾はほぼ体色と同色だが先端は黄褐色である。毛で覆われた耳介の内側は赤味を帯びた淡い黄色で、幅広の脚の先端には毛が無く、肌の色は前肢で淡黄色、後肢は暗褐色で、肉球の張り出しがある。前肢後肢共各々5本の指に暗褐色の長い爪がある。また脚の外縁に沿ってゴワゴワした毛が列状に生えている。なおサラノマングースは対照的に脚は細く、肉球もあまり発達していない。概して毛は長く、柔らかい。

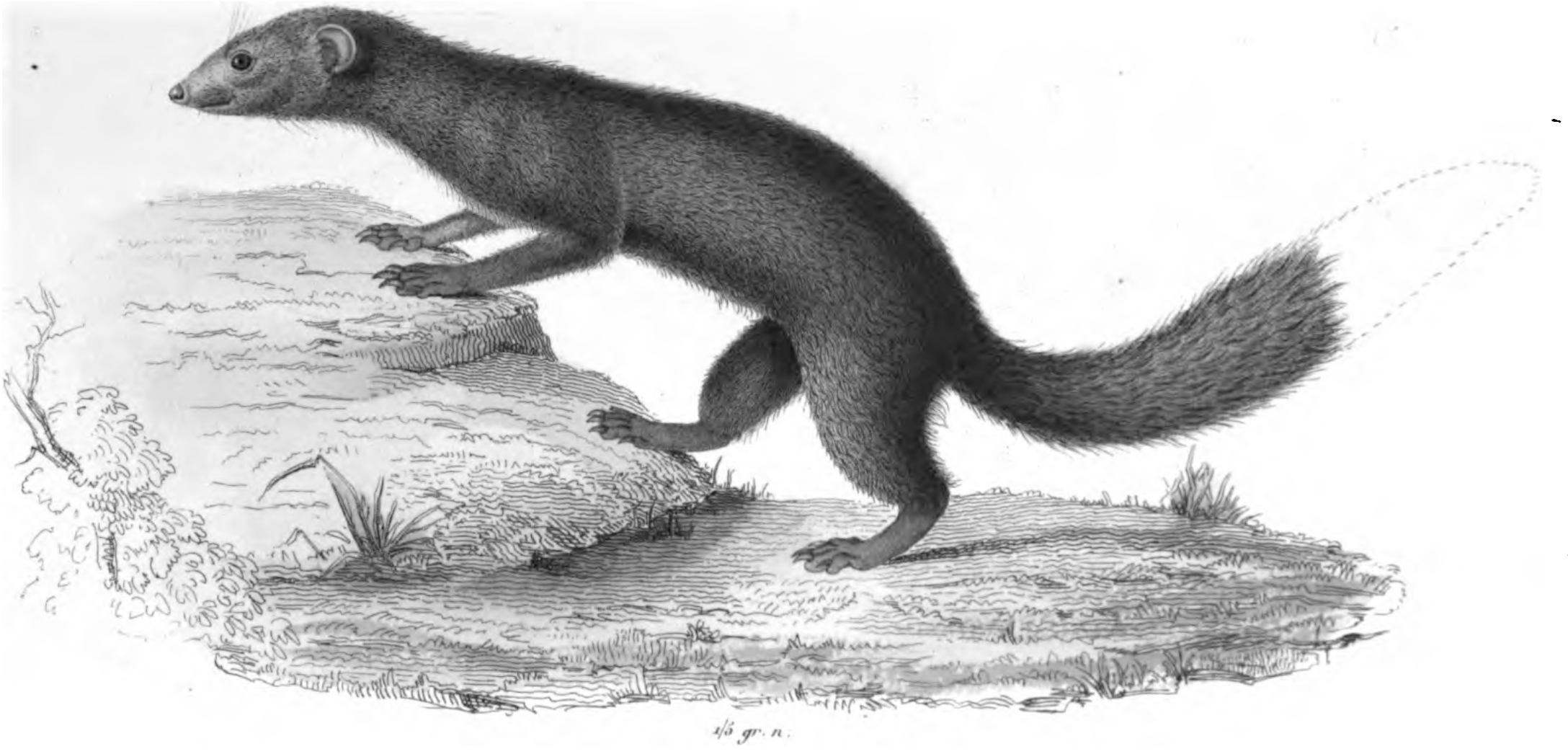
サラノマングース Salanoia concolor。近縁種。上図は尾の部分が未完成である。

捕獲された正基準標本二体のうち、一体はメスで頭胴長310 mm、尾の長さは210 mm、後肢の長さは66.8 mm、耳17.5 mm、体重は675 gであった。もう一体の標本はオスで、一時的に捕獲された後放されたが、頭胴長330 mm、尾の長さは175 mm、体重は600 gであった。これら限られた情報からではあるが、ダレルズ・ボンツィラはサラノマングースよりもやや小型であると推測される。頭骨は概してサラノマングースに似るが、鼻先は平たく色が濃い。鼻骨は平たく短くて、口蓋は平たく幅広である。下顎は頑丈で、傾斜の急な鉤状突起（coronoid process: 下顎の骨の裏側の突起出っ張りのこと）がある。こうした頭骨および歯の計測値を分析した結果にからも、サラノマングースの形態には明らかな差異が認められる。
歯はサラノマングースよりもがっしりとしており、表面積も大きい。上顎切歯1番、2番は3番よりも小さく、犬歯とは離開している（隙間がある）。犬歯もサラノマングースのものより丈夫である。上顎第1小臼歯は小さめだが、第2、第3臼歯は大きく、サラノマングースのものよりも短くて幅が広い。第4小臼歯は第1臼歯と同じくらい大きい。第2上顎臼歯は第1臼歯の3分の1ほどの大きさしかない（サラノマングースでは3分の2ほどである）。第1下顎切歯は、第2、第3よりも小さい、下顎犬歯、小臼歯、第1臼歯はよく発達している第2臼歯は幅広だが、サラノマングースのものより小さい。

## 分布、生息環境と生態
発見された場所は、アラオトラ湖の東岸、海抜750 mにあるアンドレバ湿地帯であるが、この場所は近縁種サラノマングースの生息地から55 kmも離れている。最初の個体は湖を泳いでいるところを目撃されているが、おそらく湖岸にいた人間から逃れようとしていたのであろう。後に湖面に堆積した浮草の上で2匹が捕獲されているが、このことは主に沼地に生息し、森林に生息するサラノマングースとは生息環境が大きく異なることを意味している。頑丈な牙は、サラノマングースの様に昆虫を捕食するよりは、貝類やエビ・カニなど甲殻類の固い殻を割り、あるいは小型の脊椎動物などを食べるのに適したものである。実際、捕獲された2匹は魚と肉を餌にした罠にかかっている。こうした習性は、アフリカ大陸本土の湿地に生息し浮草の上で生活するヌママングース Atilax paludinosa に近い。

## 保護状況
唯一の生息地であるアラオトラ湖は、環境汚染、湿地の破壊（水田にするため）、魚の乱獲、外来種（アジア原産のライギョ、帰化植物、クマネズミ Rattus rattus やコジャコウネコ Viverricula indica などの小型肉食獣）などによって生息環境が脅かされている。同じくマダガスカルにしか生息していなかったワキアカカイツブリ Tachybaptus rufolavatus は2010年4月に絶滅が宣言されており、また同地におけるジェントルキツネザルの個体数が1994年から1999年にかけて30％も減少していることから、個体数が少なく限られた地域にしか生息しないため、おそらくはコジャコウネコやクマネズミとの生存競争によって危機にさらされている可能性が高い。ダレル野生動物保護基金はアラオトラ湖地域の保護活動を行っており、この地域は保護地域に指定されている。
2016年の時点でIUCNレッドリストでは本種を模式標本となった個体しか採集されていないこと（他個体は撮影後に放獣された）・形態の差異が小さいことからサラノマングースのシノニムとして扱っており、IUCNレッドリストで本種に対する評価はない。